# ستيفن ماركوس
ستيفن ماركوس (بالإنجليزية: Stephen Marcus)‏ هو ممثل بريطاني، ولد في 18 يونيو 1962 في المملكة المتحدة.

## أعمال

### أفلام
- (2000) الريشات[5]
- (2009) قاتل النينجا

## وصلات خارجية
- ستيفن ماركوس على موقع IMDb (الإنجليزية)
- ستيفن ماركوس على موقع ميوزك برينز (الإنجليزية)
- ستيفن ماركوس على موقع ديسكوغز (الإنجليزية)
- ستيفن ماركوس على موقع قاعدة بيانات الفيلم (الإنجليزية)